# José Antonio Azpeitia
José Antonio Azpeitia y Sáenz de Santa María (Torrecilla de Cameros, mayo de 1761-Tudela, 1 de noviembre de 1840) fue un prelado español que llegó a ser sucesivamente obispo de Lugo y de Cartagena.

## Biografía
Nació en Torrecilla de Cameros (provincia de Logroño). Tuvo otro hermano, Ramón que seguiría como él la carrera eclesiástica.
Cursó sus estudios en Toledo y después en la universidad de Salamanca, de la que sería rector. Comenzó la carrera eclesiástica siendo nombrado canónigo de la catedral de Segovia, por su tío materno José Sáenz de Santa María que sería obispo de esa diócesis entre 1797 y 1813. José Antonio sería arcediano de Segovia, después provisor y finalmente vicario general de la diócesis. 
En 1814, al año siguiente de la muerte de su ya citado tío el obispo de Segovia, fue preconizado como obispo de Lugo el 19 de diciembre. El 12 de febrero de 1815 fue consagrado obispo de Lugo en la iglesia del convento de las Salesas Reales, en Madrid. Durante el Trienio Liberal, apoyó a las fuerzas realistas representadas por Pablo Morillo. 
El 19 de diciembre de 1814 fue preconizado para la diócesis de Cartagena, siendo confirmado como obispo el 21 de marzo del año siguiente.
Murió en Tudela, cuyo episcopado regía por entonces su hermano Ramón y donde se había trasladado para recuperarse de una ruptura de pierna. Se enterró delante del coro de la catedral de esta ciudad.